# Silene zuntoreica
Silene zuntoreica är en nejlikväxtart som beskrevs av V.V. Zuev. Silene zuntoreica ingår i släktet glimmar, och familjen nejlikväxter. Inga underarter finns listade i Catalogue of Life.